# Église Saint-Tropez de Gênes
L'église Notre-Dame-Immaculée-et-Saint-Tropez (italien : chiesa di Santa Maria Immacolata e San Torpete), ou simplement église Saint-Tropez, est un édifice catholique du centre historique de Gênes, situé sur la Piazza San Giorgio, dans le quartier de Molo. Sa communauté paroissiale fait partie du vicariat « Centre-Est » de l'archidiocèse de Gênes.

## Histoire
L'église est située sur la Piazza San Giorgio, qui abrite le forum de la ville romaine, à côté d'une autre église historique, celle dédiée à saint Georges. La place, située sur la route entre le port et la colline du Castello, le noyau le plus ancien de la ville, abritait le principal marché de la ville à l'époque romaine et byzantine.
Selon la tradition, l'église aurait déjà été construite au Xe siècle avec, à proximité, une porte dans les murs carolingiens du IXe siècle appelée porte de S. Torpete, mais il n'y a aucune preuve confirmant ces hypothèses.
Les premières nouvelles documentées remontent au milieu du XIIe siècle, lorsque les Della Volta, une famille de noblesse marchande qui contrôlait cette zone, conclurent une alliance commerciale avec une colonie de marchands pisans, encourageant leur installation dans la zone. La guilde des marchands pisans voulait construire ici une église qui porterait le nom de San Torpete, martyr du Ier siècle, leur concitoyen. L'église était de style roman, en pierres carrées, avec une façade à bandes noires et blanches orientée vers l'ouest selon la coutume de l'époque,,. Après quelques années, les Pisans la cédèrent aux Della Volta, qui en firent leur propre église noble, obtenant le patronage en 1180, qu'ils conservent encore formellement aujourd'hui. La même année, la consécration a eu lieu par l'archevêque Ugone della Volta, comme le rappelle une inscription placée au-dessus de la porte latérale de l'église,.
Après les graves dégâts causés par le bombardement naval français de 1684, quelques restaurations furent réalisées sur l'édifice médiéval.
Environ cinquante ans plus tard, en 1730, Cesare Cattaneo décide de reconstruire entièrement l'église. Le projet, confié à Giovanni Antonio Ricca (le Jeune) (1688-1748), fut réalisé entre 1730 et 1733. L'architecte d'Imperia ne s'est pas limité à la reconstruction de l'église sous de nouvelles formes, mais a complètement repensé le tracé de la place, qui donne également sur l'église San Giorgio, elle aussi récemment entièrement reconstruite. Ainsi, un cadre baroque singulier a été créé au milieu de l'ancien tissu urbain médiéval du centre historique de Gênes,,,.
À la fin des travaux, le 23 novembre 1733, l'église fut à nouveau consacrée et à cette occasion le titre de Santa Maria Immacolata fut ajouté au titre de San Torpete.
La façade a été achevée vers le milieu du XIXe siècle, contemporaine de celle de l'église adjacente de San Giorgio.
En 1887, lors de son séjour à Gênes, Giuseppe Sarto, futur pape Pie X, y célébra une messe.
En 1933, une restauration générale commença. Endommagée par les bombardements de la Seconde Guerre mondiale, l'église a connu une période de dégradation et est restée longtemps fermée, au cours de laquelle les fonctions paroissiales ont été célébrées dans l'église adjacente de San Giorgio. Depuis 1995, à l'initiative de la Surintendance du patrimoine environnemental et architectural et de la curie archiépiscopale de Gênes, une nouvelle restauration a été réalisée par les architectes Gianni Bozzo et Giampiero Buffoni.
L'église est actuellement une paroisse sans territoire.
Devenue un lieu de référence culturel pour des séminaires et pour des concerts de musique classique, notamment de musique baroque, l'église est restée ouverte régulièrement jusqu'à l'apparition de la pandémie de Covid-19, ce qui a conduit le curé de la paroisse à limiter l'ouverture pour prévenir la propagation du virus,,.

## Description
Avec la reconstruction du XVIIIe siècle, un bouleversement radical de la structure de l'église médiévale a été réalisé : la façade, qui s'ouvrait auparavant du côté ouest, a été déplacée vers celle du nord, donnant sur la place. La façade est baroque, avec des ajouts néoclassiques ultérieurs (tympan, niches et pilastres) construits au milieu du XIXe siècle, période à laquelle appartient également la grande coupole elliptique, recouverte d'écailles d'ardoise.

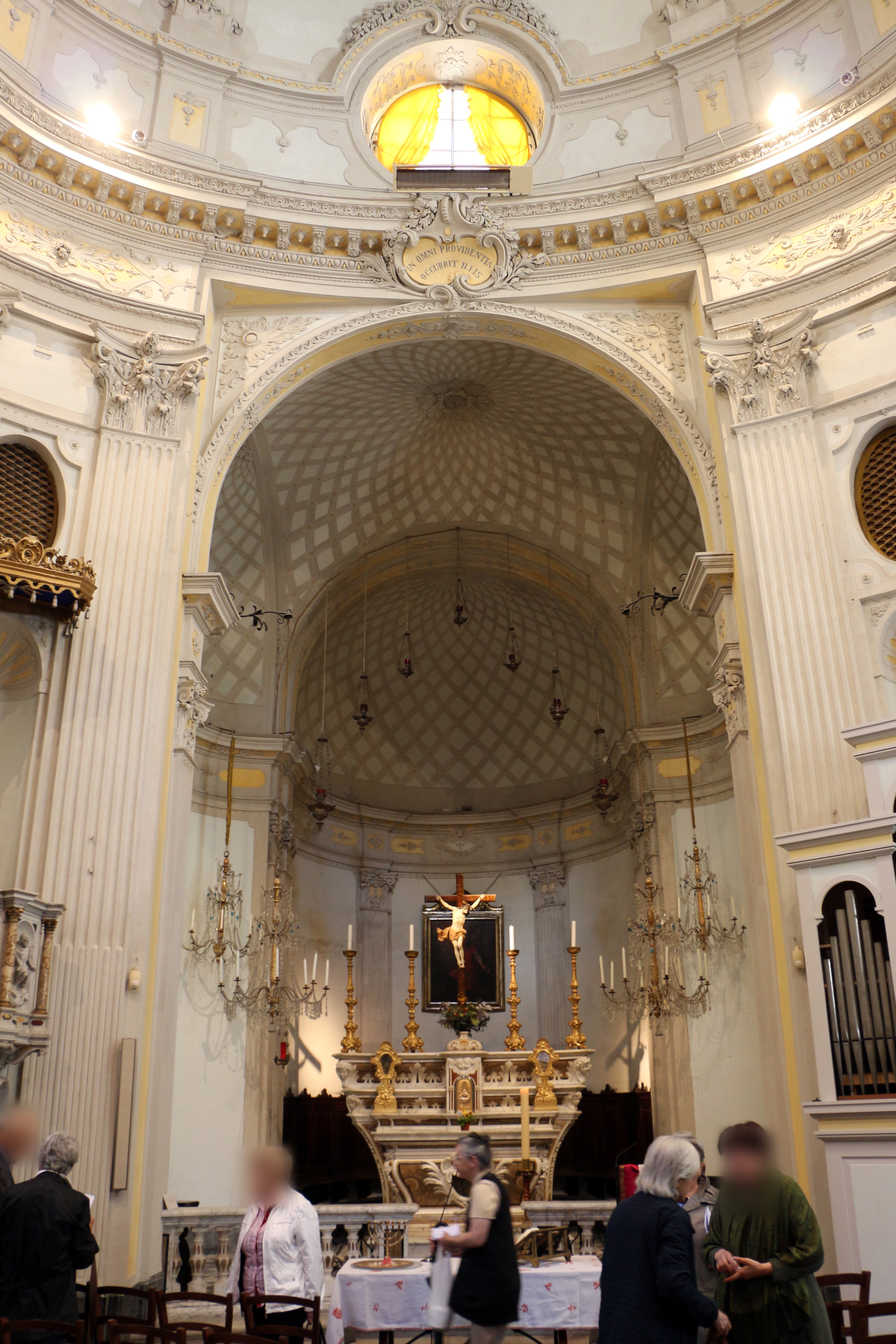
Le maître-autel.

L'intérieur, entièrement recouvert par la coupole, est une pièce unique de plan elliptique, dont le grand axe est parallèle à la façade. Aux murs, décorations avec motifs de losanges en stuc peint et pilastres,. Le maître-autel du XVIIIe siècle du presbytère absidial est remarquable.